# Esther Goris
Esther Goris (Buenos Aires, Argentina, 5 de març de 1963) és una actriu argentina que ha destacat en cinema, teatre i televisió. Ha participat com a actriu en 17 pel·lícules.

## Biografia
Esther Goris va desenvolupar una àmplia carrera com a actriu en ràdio, teatre, cinema i televisió. La seva interpretació d'Evita en la pel·lícula Eva Perón (1996) de Juan Carlos Desanzo la va portar a l'estrellat, obtenint el Còndor de Plata a la millor actriu de l'Associació de Crítics Cinematogràfics de l'Argentina a més de nombrosos guardons nacionals i internacionals. Va protagonitzar disset films, entre d'altres: Los enemigos (1983), Años rebeldes (1996), El día que Maradona conoció a Gardel, amb Jorge Perugorría el clàssic Doña Bárbara, Ángel, la diva y yo al costat de Pepe Soriano i Florencia Peña, Paco, on interpreta una senadora candidata a la presidència, mare d'un jove addicte a la droga. Coguionista, al costat de Graciela Maglie, de Ni Dios, ni patrón, ni marido, la història d'un grup d'obreres anarquistes que van plasmar la seva lluita en el primer diari feminista: La voz de la mujer, publicat a l'Argentina a finals del segle xix.
Esther Goris s'ha dedicat també a la novel·la històrica, escrivint una biografia d'Ágata Galiffi, Ágata Galiffi: La Flor de la Mafia, filla del famós mafiós Juan Galiffi conegut com a Chicho Grande, que va actuar a principis de segle xx.
En televisió va exercir papers protagonistes en els cicles La cunyada, Estado civil, Ciclo de teatro argentino, Zona de riesgo, Especiales de cuentistas argentinos, entre d'altres. Pel seu treball en aquest últim programa va ser nominada en els Premis Martín Fierro com a millor actriu dramàtica, per la seva intervenció en els capítols on es van recrear els contes Historia de un amor turbio d'Horacio Quiroga i Ceremonia secreta de Marco Denevi.
En teatre va protagonitzar, entre d'altres, l'obra Tango varsoviano, d'Alberto Félix, que va obtenir un ampli èxit nacional i internacional. També va destacar en Coco de París interpretant a la dissenyadora de modes Coco Chanel, i en Porteñas, de Manuel González Gil i Daniel Botti. Com a directora de teatre va ser nominada als premis ACE per la millor direcció, en El otro sacrificio, obra de la qual també és autora.

## Cinema
- Los enemigos (1983) com Herminia
- Atrapadas (1984)
- Gracias por el fuego (1984)
- Bairoletto, la aventura de un rebelde (1985)
- Pasión según San Juan (1993)
- Las cosas del querer 2 (1995) com Eva Perón
- El día que Maradona conoció a Gardel (1995) com a Lucy
- Fotos del alma (1995)
- Años rebeldes (1996)
- Eva Perón (1997) com Eva Perón
- Ángel, la diva y yo (1999) com la Diva
- Doña Bárbara (1998) com a Doña Bárbara
- Testigos ocultos (2001) com a Florence
- Entre los dioses del desprecio (2001)
- Ni dios, ni patrón, ni marido (2009) com a Lucía Boldoni
- Paco (2009) com Ingrid Blank
- Verano amargo (2010) com a Dorita
- Morriña, familia revelada (Documental autobiográfic sobre els seus orígens familiars) (2012)
- Dormir al sol (2012) com a Diana
- Yo soy así, Tita de Buenos Aires (2017)[1]

## Televisió
| Televisió | Televisió                          | Televisió  | Televisió                         |
| Any       | Títol                              | Canal      | Personatge                        |
| --------- | ---------------------------------- | ---------- | --------------------------------- |
| 1985      | Rossé                              | Canal 9    | Leticia Miranda                   |
| 1986      | Claudia Morán                      | Canal 11   | Diana Leguer                      |
| 1987      | La cuñada                          | Canal 9    | Ana Rosa Rodón                    |
| 1988      | Venedores de Lafayette             | Canal 9    |                                   |
| 1988      | Sin marido                         | Canal 9    | Irene                             |
| 1990      | Rebelde                            | Canal 9    | Beatriz                           |
| 1990      | Estado civil                       | Canal 13   |                                   |
| 1992      | Zona de Riesgo                     | Canal 13   |                                   |
| 1993      | Canto rodado, escuela de arte      | Canal 13   |                                   |
| 1993      | Esos que dicen amarse              | Canal 9    | Cathy                             |
| 1994      | La marca del deseo                 | Telefe     |                                   |
| 1995      | Sheik                              | Canal 13   | Almira                            |
| 1996      | Los especiales de Doria            | Telefe     | Ep: "Historia de un amor turbio"  |
| 1996      | Los especiales de Doria            | Telefe     | Ep: "Ceremonia secreta"           |
| 2000      | Primicias                          | Canal 13   | Lucrecia                          |
| 2002      | Pone a Francella                   | Telefe     | Carla                             |
| 2002      | Infieles                           | Telefe     |                                   |
| 2003      | Rebelde Way                        | Canal 9    |                                   |
| 2004      | El Deseo                           | Telefe     | Mabel Lebrero                     |
| 2004      | Epitafios                          | HBO        | Sra. Spinelli                     |
| 2007      | La ley del amor                    | Telefe     | Mónica                            |
| 2011      | Maltratadas                        | America TV | Ep:"Castillo de naipes"           |
| 2011      | Historias de la primera vez        | America TV | Ep: "La primera vez que desperté" |
| 2013      | Jorge                              | TV Pública | Cristina                          |
| 2013      | Corazón de León                    |            |                                   |
| 2014      | Las 13 esposas de Wilson Fernández | TV Pública |                                   |
| 2016      | La Leona                           | Telefe     | Diana Liberman                    |

## Teatre
- Salomé (1982) com a Salomé
- Tango varsoviano (1987)
- Trilogía de muerte (2000)
- Coco de París (2000 - 2011) com a Coco Chanel
- Porteñas (2004 - 2005) com a Carmen
- Hanjô. La mujer del abanico (2010) com a Jitsuko
- Hembras. Un encuentro con mujeres notables (2012 - 2014) com Alfonsina Storni

## Autora/Guionista/Directora
- El otro sacrificio (1992) - (Teatre) Paper: Autora/Directora.
- Cartas de amor en cassette (1993) - (Sèrie de TV) Paper: Guionista.
- Ágatha Galiffi: la flor de la mafia (1999) - (Llibre) Paper: Autora.
- Ni dios, ni patrón, ni marido (2010) - (Pel·lícula) Paper: Guionista.
- Como te soñé (2016) - (Teatre) Paper: Guionista.